# Jordkonstverk i öknarna i sydvästra USA

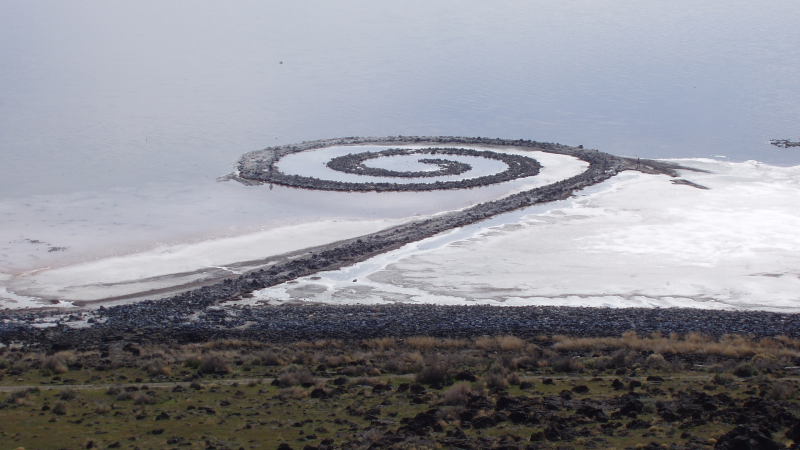
Spiral Jetty av Robert Smithson

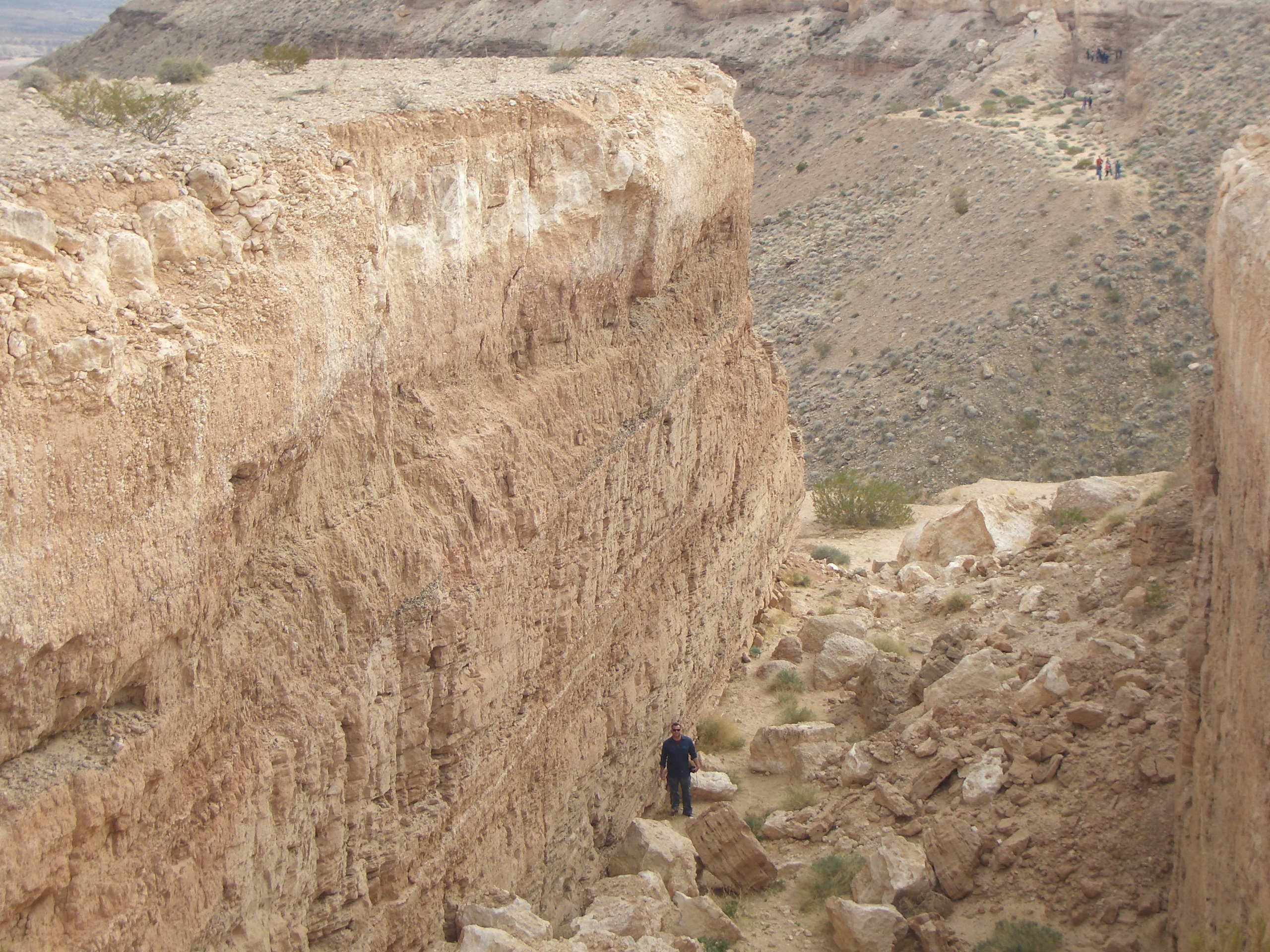
Double Negative av Michael Heizer

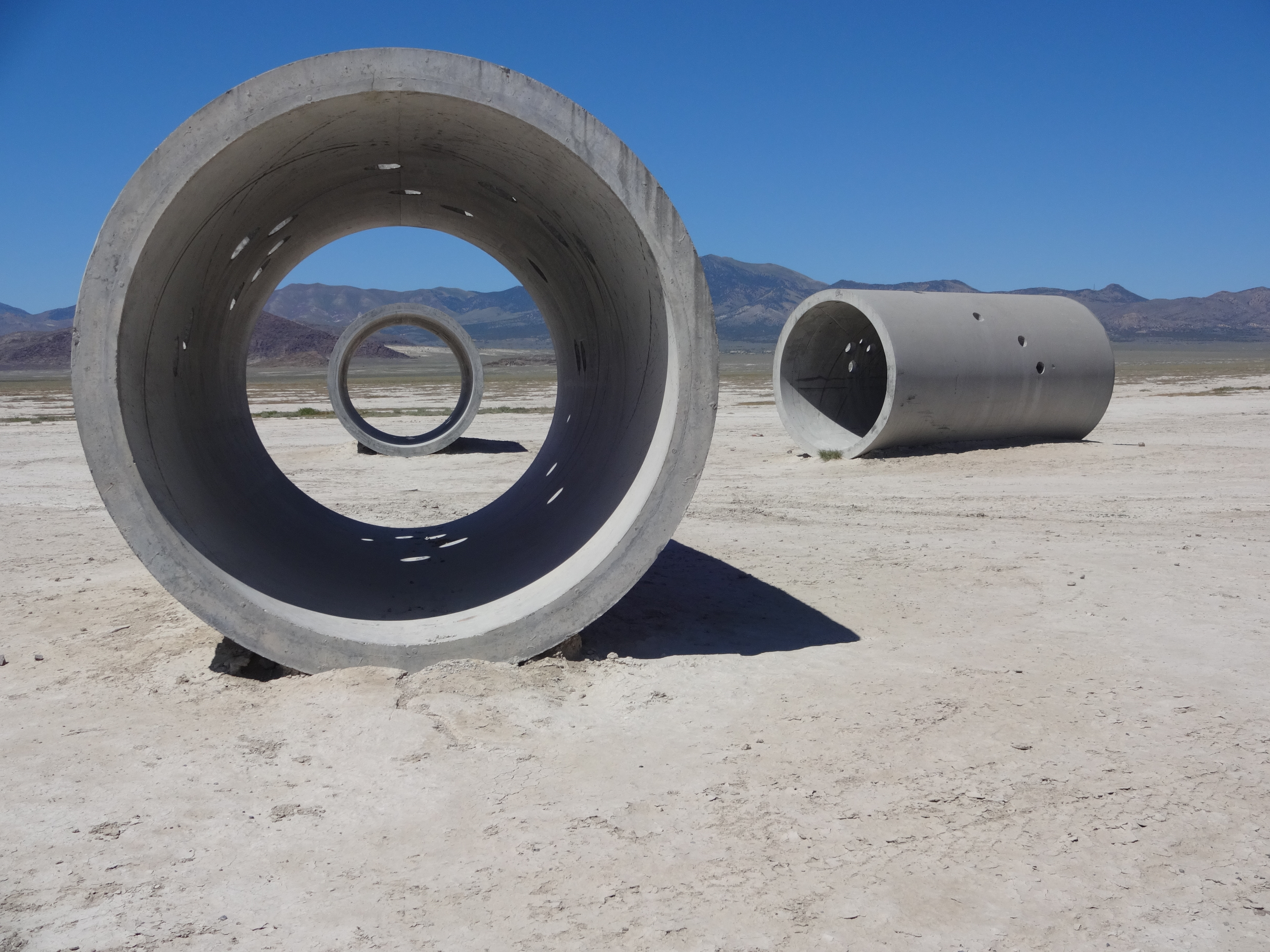
Sun Tunnels i Utah av Nancy Holt

Jordkonstverk i öknarna i sydvästra USA är en väsentlig del av den amerikanska konströrelsen för jordkonst, som uppstod under 1960-talet och framför allt utvecklades av konstnärer i New York.
Önskemål av konstnärerna inom jordkonst om att skapa mycket stora konstverk gjorde att intresset riktades mot ökenområdena i sydvästra USA, med en myckenhet tillgängliga och öppna landskap. En av pionjärerna inom området var Robert Smithson, vars verk Spiral Jetty från 1970 i Stora Saltsjön i Utah väckte stor uppmärksamhet för originalitet. Jordkonsten har sedan dess avsatt särskilt många monumentala konstverk i sydvästra USA. Ökenområdena i delstaterna New Mexico, Colorado, Kalifornien och Nevada var särskilt populära. Ett flertal jordkonstverk tillkom där under 1970-talet. Några av dessa verk är av sådan storleksordning, att de inte färdigställts på decennier: Rodenkratern (påbörjat 1979), City (påbörjat 1972) och Star Axis (påbörjat 1976).

## Jordkonstverk i sydvästra USA i urval
- Spiral Jetty av Robert Smithson i Stora Saltsjön i Utah, 1970 41°26′16″N 112°40′8″V / 41.43778°N 112.66889°V
- The Lightning Field av Walter De Maria i Catron County i New Mexico från 1977 34°31′0.14″N 108°6′20.95″V / 34.5167056°N 108.1058194°V
- Rodenkratern av James Turrell, nordost om Flagstaff i Colorado, från 1976 35°25′32″N 111°15′31″V / 35.42556°N 111.25861°V
- Desert Lighthouse av Daniel Hawkins i Mojaveöknen i Kalifornien från 2017 34°57′27.0″N 117°12′45.7″V / 34.957500°N 117.212694°V
- Double Negative av Michael Heizer i Moapa Valley i Nevada från 1969 36°36′57″N 114°20′40″V / 36.61586°N 114.34455°V
- Sun Tunnels av Nancy Holt utanför spökstaden Lucin i Utah från 2018 41°18′13″N 113°51′50″V / 41.303501°N 113.863831°V
- Star Axis av Charles Ross öster om Las Vegas, New Mexico i New Mexico (påbörjat 1976) 35°15′51″N 105°05′14″V / 35.26417°N 105.08722°V
- City av Michael Heizer i Lincoln County i Nevada (påbörjat 1972) 38°01′48″N 115°26′10″V / 38.03000°N 115.43611°V

## Bildgalleri

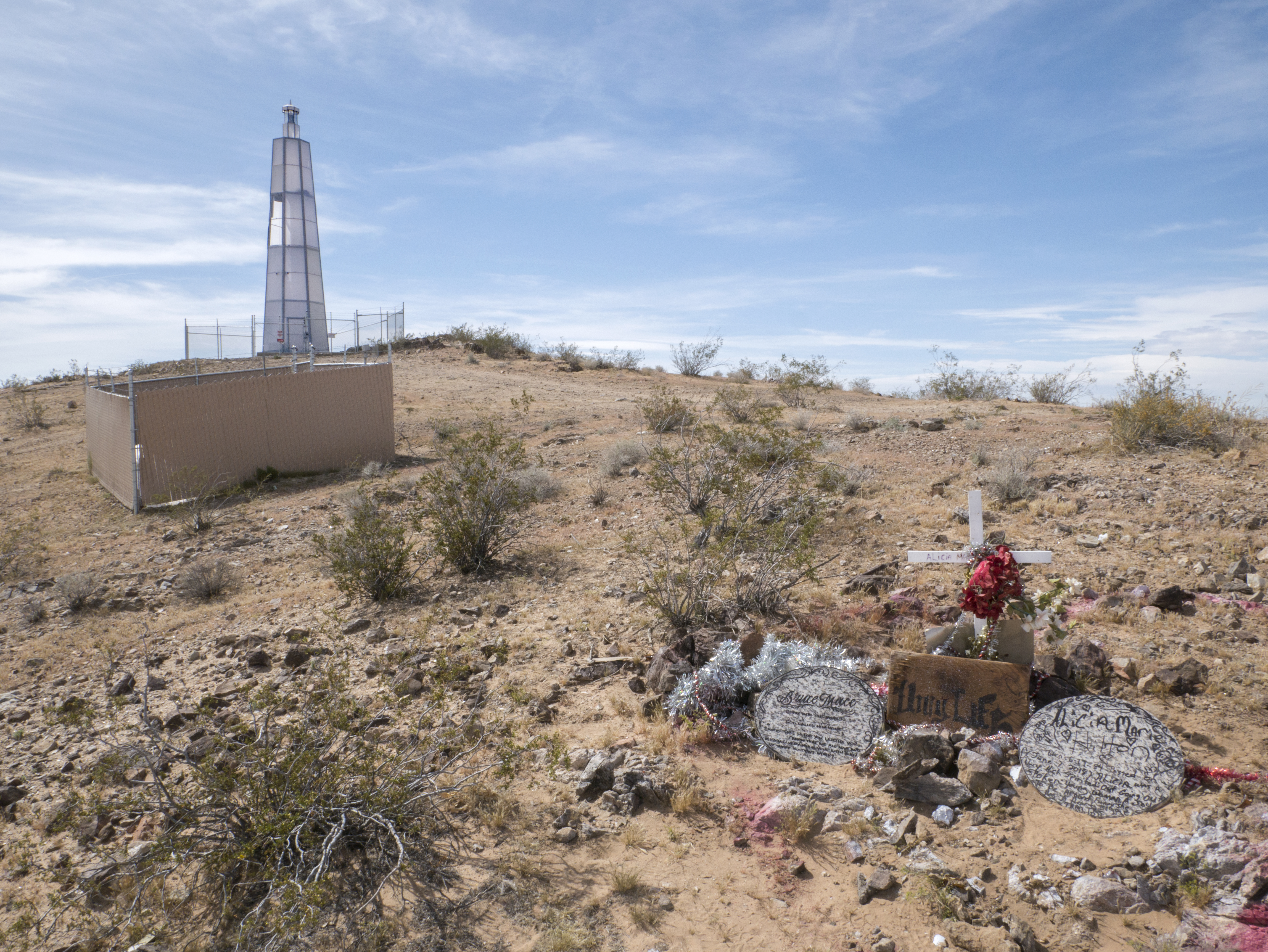
Desert Lighthouse av Daniel Hawkins
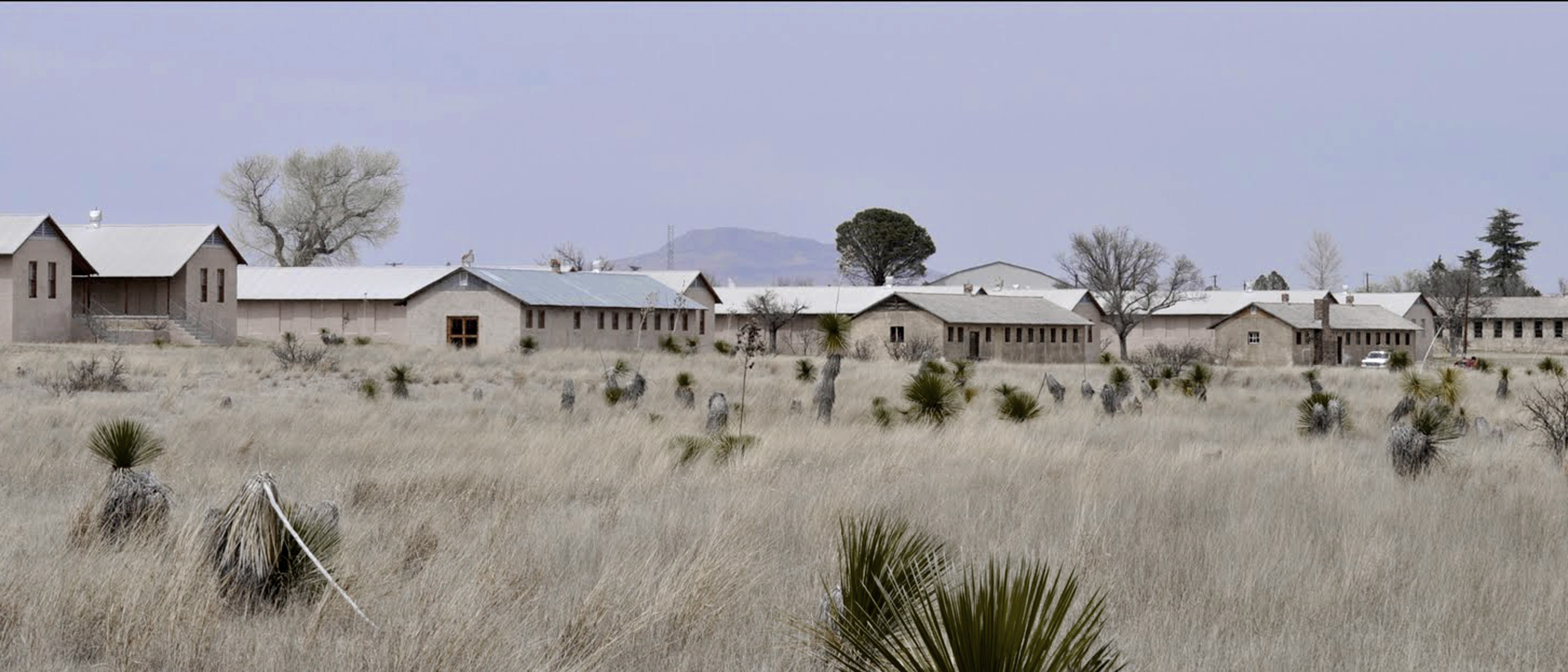
Chinati Foundation
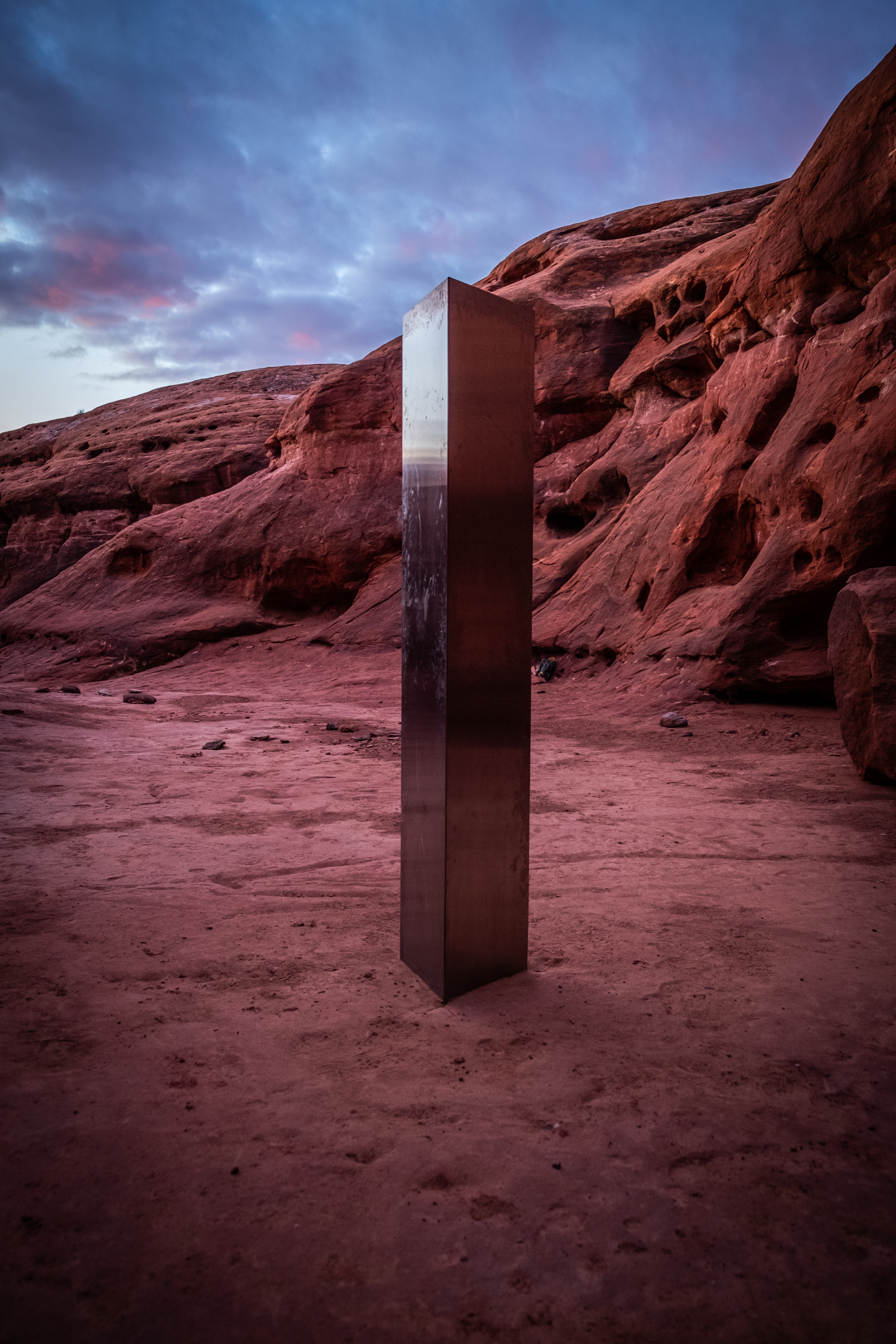
Utah monolith